# 華盛頓 (加利福尼亞州)
華盛頓（英語：Washington）是位於美國加利福尼亞州內華達縣的一個人口普查指定地區。

## 地理
華盛頓的座標為39°21′34″N 120°47′53″W / 39.35944°N 120.79806°W，而該地最高點為海拔高度796米（即2612英尺）。

## 人口
根據2010年美國人口普查的數據，華盛頓的面積為4.917平方千米，均為陸地。當地共有人口185人，而人口密度為每平方千米37人。